# 山辺町立作谷沢中学校
山辺町立作谷沢中学校（やまのべちょうりつ さくやざわちゅうがっこう）は、山形県東村山郡山辺町にあった公立中学校。同校は山辺町立作谷沢小学校と併設されていた。

## 学区
- 山辺町立作谷沢小学区

## 概要
- 作谷沢地区は過疎化が進み、それに伴い生徒数の減少しており、小規模校となっていた。また平成12年度より小規模特認校となっていた。

## 沿革
- 1947年（昭和22年） - 作谷沢村立作谷沢中学校として創立。
- 1952年（昭和27年） - 中学の独立校舎が完成。
- 1954年（昭和29年） - 山辺町立作谷沢中学校に改称。
- 1987年（昭和62年） - 新校舎完成。
- 2000年（平成12年） - 小規模特認校となる。
- 2021年（令和3年）3月31日 - 生徒数が減少しているため、山辺中学校と統合し、閉校。

## 生徒数
| 年度 | 男子 | 女子 | 計 |
| ---- | ---- | ---- | -- |
| 2009 | 4    | 5    | 9  |
| 2008 | 7    | 5    | 12 |
| 2007 | 7    | 5    | 12 |
| 2006 | 7    | 6    | 13 |
| 2005 | 8    | 7    | 15 |
| 2004 | 7    | 9    | 16 |
| 2003 | 10   | 12   | 22 |
| 2002 | 9    | 13   | 22 |

## 所在地
- 山形県東村山郡山辺町大字簗沢636